# 保川春貞
保川 春貞（やすかわ はるさだ、寛政10年〈1798年〉 - 嘉永2年1月13日〈1849年2月5日〉）は、江戸時代後期の京都の浮世絵師。

## 来歴
師系不詳。京都の人。生家は代々米穀商で東洞院二条上ル町に住んでいたが、後に四条河原町東入ル町に移り住んだ。文化末年から没年までが作画期であり、版画、肉筆浮世絵ともに美人画をよく描いており、当時の京都において随一の絵師であった。また合羽摺や挿絵も手掛けている。代表作として大錦「梅の由兵衛・中村歌右衛門」があげられる。この作品は文政11年（1828年）9月の中の芝居『隅田春妓女容性』に取材したものである。刊行年不明の咄本『画本一口噺』1冊、絵入根本『傾城花の曙』（近松行重作）5冊の挿絵を描いている。享年52。墓所は二条川端の善導寺。門人に二代目保川春貞がいる。

## 作品
- 「大坂中ノ芝居二の替り 犬飼現八・片岡市蔵　犬塚信乃・嵐璃寛」　細判　合羽摺2枚続　弘化4年正月『花魁莟八総』より
- 「洛東知恩院風景」　大判2枚　錦絵　嘉永初年
- 「菊慈童」　摺物　錦絵
- 「小笹原隼人・嵐吉三郎」